# Questo e quello
Questo e quello è un film del 1983, diretto da Sergio Corbucci, con Renato Pozzetto e Nino Manfredi.

## Trama
La pellicola è suddivisa in due episodi.
- Questo... amore impossibile

Giulio Scacchi è un disegnatore di fumetti che ha fatto dell'eccesso la propria regola di vita. Abile architetto di trame orrorifiche e splatter, vive circondato da una bizzarra corte dei miracoli di freak: musicisti punk e sperimentali, artisti di ogni genere, santoni e praticanti di ogni disciplina alternativa, che mantiene coi suoi lauti guadagni.
Caduto in una crisi creativa, trova il riscatto dal fortuito incontro con una ragazza, per incontrare i favori della quale cambia totalmente aspetto e abitudini, fino a trasformarsi in un impeccabile gentiluomo dal look retrò.
Conquistata la sua nuova fiamma, viene spinto dalla ragazza a celebrare il loro amore con una nuova opera, al termine della quale lei gli si concederà. A Giulio tocca però una grande delusione, quando scopre che la ragazza è solo una "professionista" ingaggiata dal suo editore per ravvivare il suo estro.
- Quello... col basco rosso

Sandro Cipollini è uno scrittore sessantenne e celibe alla ricerca dell'ispirazione e sta per concludere un romanzo ambientato alle terme di Montecatini. Proprio alle terme incontra per caso l'ex amante Dora che non vedeva da 15 anni, e che lo invita la sera a cena.
Alla cena, Sandro rivede Daniela, la figlia di lei, una ragazza ventenne molto introversa e in perenne lite con la madre. L'incontro con Sandro eccita i sensi della giovane adolescente, mentre per lo scrittore sarà come un ritorno alla giovinezza.

## Distribuzione
Il film è stato distribuito nei cinema italiani il 23 dicembre 1983 ed è andato in onda in prima visione TV su Italia 1 il 2 maggio 1985.

## Altre informazioni
- Sia Pozzetto sia Manfredi recitano in entrambi gli episodi. Nel primo, con Pozzetto protagonista, Manfredi esegue un cameo interpretando il dottore; in quello con Manfredi protagonista, Pozzetto interpreta il fidanzato della ragazza.
- La canzone con cui Gregory invita Daniela a concedersi, Non restare a dormir sola, è in realtà un brano cantato da Dario Fo nel 1965, con la collaborazione di Fiorenzo Carpi, all'interno della commedia La colpa è sempre del diavolo; il pezzo sarebbe poi stato inserito nel secondo volume dell'LP Le canzoni di Dario Fo (1977).
- Al termine dello stesso sketch interpretato da Manfredi, quest'ultimo riprende una canzone dei titoli di coda, Che bello sta' con te, cantata dallo stesso Manfredi e incisa nello stesso anno (1983).
- La battuta di Paolo Panelli al convegno dei medici nel secondo episodio, «Non è ver che sia la morte il peggior di tutti i mali, le acque oligominerali sono un male assai peggior!», è stata ripresa da Nino Manfredi nel film Grandi magazzini del 1986.
- Il primo episodio è stato girato a Palermo e a  Mondello mentre il secondo a Montecatini Terme.